# Omnia (Automarke)
Omnia war eine niederländische Automarke.

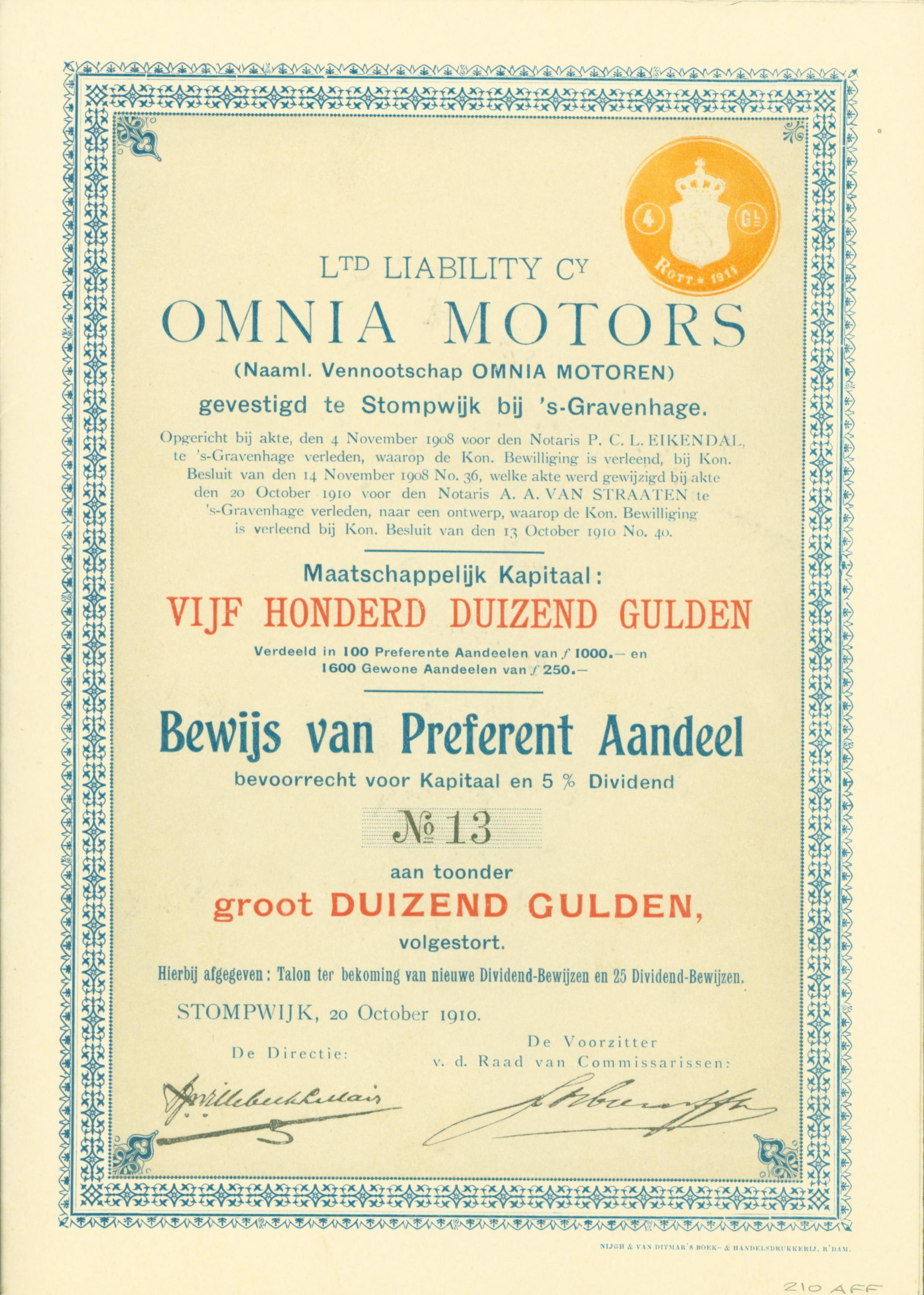
Vorzugsaktie der NV Omnia Motoren vom 20. Oktober 1910

## Unternehmensgeschichte
Das Unternehmen Houwing & Co aus Stompwijk begann 1907 mit der Produktion von Automobilen in Rotterdam. 1908 erfolgte die Umbenennung in NV Omnia Motoren und der Umzug nach Voorburg. 1911 endete die Produktion.

## Fahrzeuge
Anfangs gab es das Zweizylindermodell 10/12 HK, das Dreizylindermodell 18/24 HK und das Vierzylindermodell 55 HK, die mit luftgekühlten Motoren ausgestattet waren. 1909 erschien das Einzylindermodell 9 HK. Später im Jahr 1909 gab es nur das Modell 15/20 HK mit einem Vierzylindermotor nach Lizenz von Spyker.